# 松尾壽之
松尾 壽之（まつお ひさゆき、1928年〈昭和3年〉9月24日 - 2022年〈令和4年〉6月8日）は、日本の生化学者。ヒト心房性ナトリウム利尿ペプチド（ANP）を始めとする多くの新規べプチドホルモンを発見。国立循環器病研究センター研究所長、宮崎医科大学長などを歴任。
学位は薬学博士（東京大学・1959年）。国立循環器病研究センター名誉研究所長、宮崎大学名誉教授。文化功労者。位階勲等は従四位瑞宝中綬章。

## 来歴
1928年（昭和3年）9月24日、福岡県に生まれる。
1959年（昭和34年）に東京大学大学院化学系（薬学）博士課程を修了し、1960年（昭和35年）には東京大学薬学部助手、1964年（昭和39年）には理化学研究所研究員となる。
1966年（昭和41年）から1968年（昭和43年）の間カリフォルニア大学バークレー校に留学し、1970年（昭和45年）10月にはテュレーン大学医学部助教授となる。自身が開発したべプチドC末端トリチウム標識法を用いて黄体ホルモン放出因子（LH-RH）の構造決定に成功し、アンドルー・ウィクター・シャリー博士のノーベル生理学・医学賞受賞に貢献。
帰国後、大阪大学医学部助教授、宮崎医科大学教授などを経験。また、武田医学賞・西日本文化賞・朝日賞などを受賞。
1989年（平成元年）、「生体内情報伝達に係わる超微量ペプチドの研究―特に心房性ナトリウム利尿ホルモンの構造と機能に関する研究」で第79回日本学士院賞を受賞。
1989年（平成元年）4月1日付で国立循環器病研究センター研究所長に就任。1997年（平成9年）3月31日付で定年退職し、同名誉研究所長になる。
2002年（平成14年）4月1日付で宮崎医科大学長に就任。宮崎医科大学と旧宮崎大学の統合に伴い2003年（平成15年）9月30日限りで退任。
2005年（平成17年）春の叙勲で瑞宝中綬章を受章。2010年（平成22年）には文化功労者に選出。
2022年（令和4年）6月8日、死去。93歳没。死没日付で従四位に叙される。

## 略歴
- 1960年（昭和35年）4月 - 東京大学薬学部助手[2][3]
- 1964年（昭和39年）1月 - 理化学研究所研究員（1970年〈昭和45年〉まで）[2][3]
- 1966年（昭和41年）- カリフォルニア大学バークレー校に留学（ 1968年〈昭和43年〉まで）[3]
- 1970年（昭和45年）10月 - テュレーン大学医学部助教授[2][3]
- 1971年（昭和46年） - 大阪大学蛋白質研究所研究生[3]
- 1974年（昭和49年） - 大阪大学医学部助手（第3内科）[3]
- 1975年（昭和50年）8月 - 大阪大学医学部助教授（第2薬理）[2][3]
- 1978年（昭和53年）4月 - 宮崎医科大学医学部教授（第2生化学）[2][3]
- 1989年（平成元年）4月1日 - 国立循環器病研究センター研究所長[2][3][7]
- 1997年（平成9年）3月31日 - 定年退職、同名誉研究所長[2][3][8]
- 2000年（平成12年） - 宮崎医科大学名誉教授[3]
- 2002年（平成14年）4月1日 - 宮崎医科大学長[2][3][9]
- 2003年（平成15年）9月30日 - 退任[2][3][10]

## 受賞歴
- 1984年（昭和59年）11月 - 武田医学賞[2]
- 1986年（昭和61年）11月 - 第45回西日本文化賞[2]
- 1988年（昭和63年）1月 - 昭和62年度朝日賞[2]
- 1989年（平成元年）3月 - 第79回日本学士院賞[2][6]
- 1996年（平成8年） - 第11回岡本国際賞[2]
- 1998年（平成10年）11月 - 第1回高峰譲吉賞[2]

## 栄典・顕彰
- 2005年（平成17年）4月29日 - 瑞宝中綬章[2][4]
- 2010年（平成22年）11月3日 - 文化功労者[2]
- 2022年（令和4年）6月8日 - 従四位[5]